# Batak (popolo)

Gruppi etnici a Sumatra, Le tribù Batak si trovano intorno al lago Toba nella Sumatra settentrionale

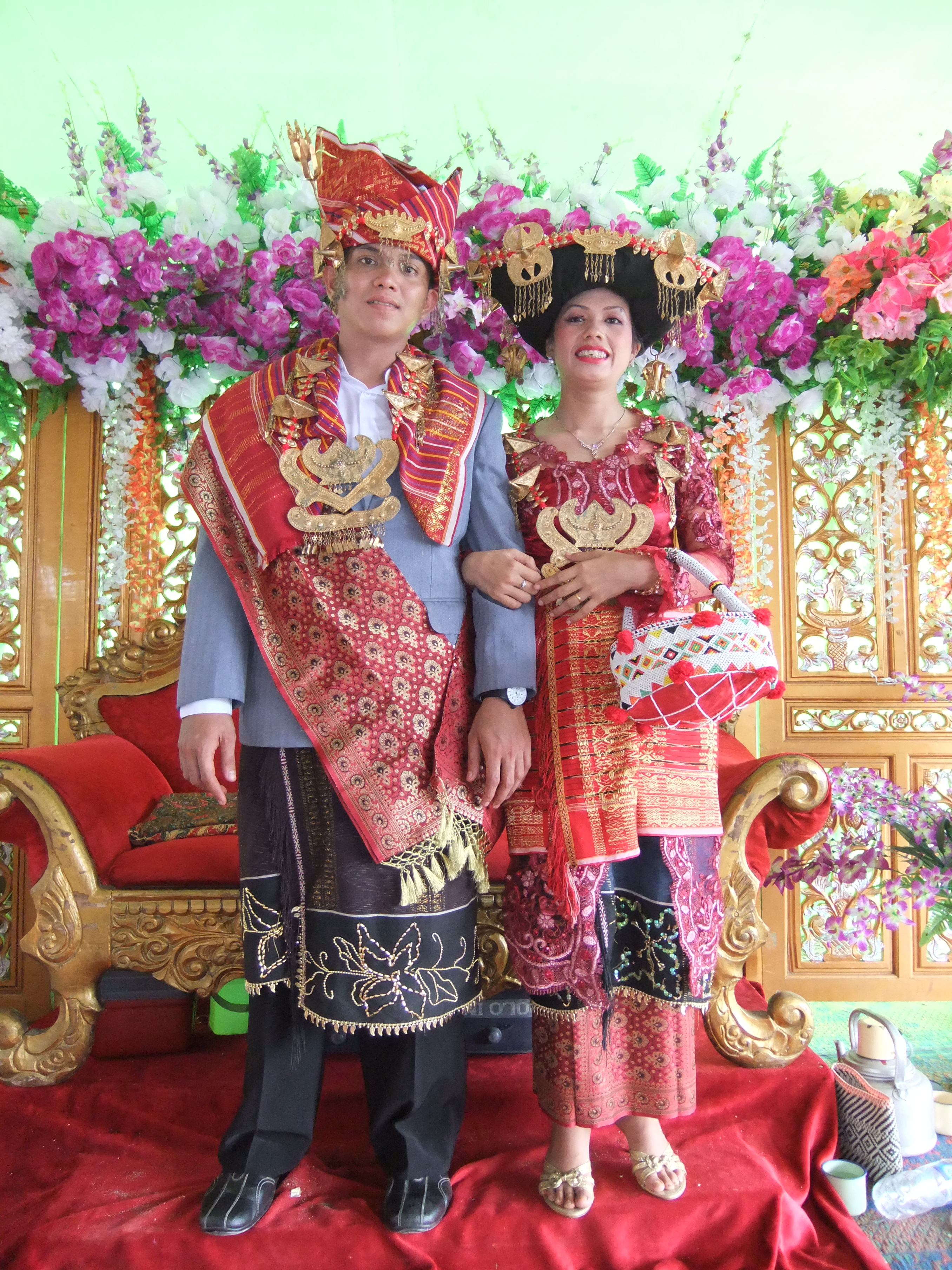
Tribù Karo dei Batak nel giorno del loro matrimonio

Batak è un termine collettivo usato per identificare un certo numero di gruppi etnici Austronesiani strettamente collegati, che si trovano prevalentemente nel Sumatra Settentrionale, in Indonesia, che parlano lingue batak. Il termine include le popolazioni Karo, Pakpak, Simalungun, Toba, Angkola e Mandailing, che sono gruppi correlati con lingue e usanze distinte (adat).